# L'Eunuque impérial
Pour plus de détails, voir Fiche technique et Distribution.
L'Eunuque impérial (大太監李蓮英, Da taijian Li Lianying) est un film chinois réalisé par Tian Zhuangzhuang, sorti en 1991.

## Synopsis
L'histoire de l'eunuque Li Lianying.

## Fiche technique
- Titre : L'Eunuque impérial
- Titre original : 大太監李蓮英 (Da taijian Li Lianying)
- Réalisation : Tian Zhuangzhuang
- Scénario : Guo Tianxiang
- Musique : Fan Ying
- Photographie : Zhao Fei
- Société de production : Beijing Film Studio, China Film Co-Production Corporation et Skai Film Productions
- Société de distribution : MK2 Diffusion (France)
- Pays :  Chine et  Hong Kong
- Genre : Drame , historique et biopic
- Durée : 110 minutes
- Dates de sortie : 
  -  Allemagne : 1991 (Berlinale)
  -  France : 19 août 1992

## Distribution
- Jiang Wen : Li Lianying
- Liu Xiaoqing : l'impératrice Cixi
- Xu Fan : la concubine Zhen
- Zhu Xu : le prince Chun

## Distinctions
Le film a été présenté en sélection officielle en compétition lors de Berlinale 1991.